# فردریک ساماریتانو
فردریک ساماریتانو (انگلیسی: Frédéric Sammaritano؛ زادهٔ ۲۳ مارس ۱۹۸۶) بازیکن فوتبال اهل فرانسه است.
از باشگاه‌هایی که در آن بازی کرده‌است می‌توان به باشگاه فوتبال ونس، باشگاه فوتبال دیژون، باشگاه فوتبال اوسر، و باشگاه فوتبال آژاکسیو اشاره کرد.